# Ethel Smith (organiste)
Pour les articles homonymes, voir Ethel Smith et Smith.
Ethel Smith, née le 22 novembre 1902, et morte le 10 mai 1996, est une célèbre organiste américaine. Dans les années 30, elle est l'une des toutes premières musiciennes à introduire l'orgue Hammond dans la musique pop et jazz.

## Biographie et débuts de carrière musicale
Née Ethel Goldsmith, elle s'est produite dès son plus jeune âge et a beaucoup voyagé, après avoir étudié la musique et plusieurs langues à l'université Carnegie-Mellon. Elle est devenue experte en musique latine au cours de son long séjour en Amérique du Sud. C'est dans ce style de musique qu'elle sera alors couramment associée. Elle excellait aussi bien à la guitare qu'à l'orgue même si c'est sur ce dernier instrument qu'elle acquit sa notoriété mondiale. Au cours de ses dernières années de carrière, elle jouait occasionnellement de la guitare en direct pour le public, mais ses enregistrements en studio étaient exclusivement sur l'orgue. Elle a finalement enregistré des dizaines d'albums, principalement pour Decca Records.

## Carrière cinématographique et musicale
Ethel Smith s'est produite en concert à l'orgue, parcourant le monde durant plus de 30 ans de représentations. Elle a également effectué plusieurs concerts devant les troupes de l'US Army pendant la Seconde Guerre mondiale. En Europe elle s'est notamment produite à Milan, Paris et Londres. Elle a joué au casino Copacabana au Brésil à la fin des années 1930 et fut organiste à l'hôtel St. Regis à New York. C'est là qu'un agent de la MGM l'a repérée et encouragée à utiliser son talent en tant qu'actrice de films musicaux alors en pleine effervescence.
Femme très séduisante, à la silhouette fine, glamour et sexy Ethel Smith affichait une préférence pour des tenues très colorées et remarquées.
Elle a figuré dans plusieurs films hollywoodiens tels Ah, quel scandale ! (George White's Scandals) de Felix E. Feist (1945) et Mélodie Cocktail (1948) où elle incarnait généralement son propre rôle. Elle s'était mariée à l'acteur hollywoodien Ralph Bellamy entre 1945 et 1947, au sommet de sa carrière. Son divorce acrimonieux fit les gros titres de l'époque. Elle n’eut jamais d'enfants.
Son interprétation de Tico Tico fut son titre le plus célèbre. Elle y reste toujours encore associée. Elle l'interpréta notamment dans le film de MGM Le Bal des sirènes en 1944, après quoi son enregistrement atteint le sommet du hit parade américain en novembre 1944, culminant le 27 janvier 1945 et se vendant à près de deux millions d'exemplaires dans le monde,.
Down Yonder fut son second hit, culminant en seizième position le 27 octobre 1951.
Son enregistrement de Monkey on a String devint la chanson-thème de Garfield Goose and Friends, une émission de télévision pour la jeunesse de Chicago qui a duré de 1952 à 1976.

## Décès
Ethel Smith meurt le 10 mai 1996, à l'âge de 93 ans.

## Principales œuvres

### 78 tours (disques vinyles)
- Teddy Bear's Picnic / Fiddle-Faddle, Decca 60.298 American Series (très rare)
- Tico Tico, Decca 23353
- Tico Tico / Lere Lero, Decca BM03571 American Series
- White Christmas / Jingle Bells, Decca BM30601 American Series
- Paran Pan Pin - Cachita / The Parrot, Decca BM03632 American Series
- Quizas, Quizas, Quizas / Made for Each Other, Decca 60.139 American Series
- Blame It on the Samba / The Green Cockatoo, Decca 60.249 American Series
- Mambo Jambo, Decca 27119
- Monkey on a String, Decca 27183
- I'm Walking Behind You / April in Portugal, Brunswick 05147
- Ethel's Birthday Party / The Wedding of the Painted Doll, Decca 60.605

(Fifi) Bring her Out Again / Sleigh Ride, Brunswick 04517
- Parade of the Wooden Soldiers/By the Waters of Minnetonka, Decca 60137
- Steamboat rag/Maple leaf rag, Decca 60548
- Alla in el rancho grande, Las altenitas/The breeze and I, Decca 03787
- The galloping comedians/Sleigh ride, Decca 60467

### 45 tours (disques vinyles)
- Ethel Smith's Hit Party, Decca DL 4803
- Souvenir Album, Decca DL 5016
- Christmas Music, Decca DL 5034
- Ethel Smith's Cha Cha Cha Album, Decca DL 8164
- Christmas Music, Decca DL 8187 (expanded version of DL 5034 above)
- Galloping Fingers, Decca DL 8456
- Latin From Manhattan, Decca DL 8457
- Miss Smith Goes to Paris, Decca DL 8640
- Dance to the Latin Rhythms of Ethel Smith, Decca DL 8712
- Waltz With Me, Decca DL 8735
- Lady Fingers, Decca DL 8744
- Bright and Breezy, Decca DL 8799
- Ethel Smith Swings Sweetly, Decca DL 74095
- The Many Moods of Ethel Smith, Decca DL 74145
- Make Mine Hawaiian, Decca DL 74236
- Lady of Spain, Decca DL 74325[12]
- Rhythm Antics!, Decca DL 74414
- At the End of a Perfect Day, Decca DL 74467
- Hollywood Favorites, Decca DL 74618
- Ethel Smith's Hit Party, Decca DL 74803
- Seated One Day at the Organ, Decca DL 78902
- Bouquet of the Blues, Decca DL 78955
- Perfidia, Decca DL 112482 (1962)[13]
- Ethel Smith on Broadway, Decca DL 78993
- Ethel Smith, Vocalion VL 3669
- Organ Holiday, Vocalion VL 73778
- Silent Night—Holy Night, Vocalion VL 73882
- Parade, MCA Coral CB 20021

### CDs
- Tico Tico, Living Era AJA-5506 (2004). A compilation of early releases from 1944–1952
- The Fabulous Organ Music of Ethel Smith, MCA MSD-35255 (out of print as of December 2005)
- The First Lady of the Hammond Organ : Plays "Tico Tico" & Other Great Recordings, Jasmine Music (2003). A 2-CD compilation of early recordings

### Filmographie
- 1944 : Le Bal des sirènes (Bathing Beauty)
- 1945 : Twice Blessed (en)
- 1945 : Ah, quel scandale ! (George White's Scandals) de Felix E. Feist
- 1946 : Cuban Pete
- 1946 : Ève éternelle
- 1948 : Mélodie Cocktail (Melody Time: Blame It on the Samba)
- 1967 : C'mon, Let's Live a Little
- 1970 : The Sidelong Glances of a Pigeon Kicker
- 1973 : Wicked, Wicked

### Livres et méthodes de musique
- The Ethel Smith Hammond Organ Method Book One, Revised Edition, Copyright 1949 and 1964 By Ethel Smith Music Corp. New York, NY. For use on every Hammond Organ including all Spinet Models.